# Jane Fauntz
Jane Fauntz (New Orleans, 19 dicembre 1910 – Escondido, 30 maggio 1989) è stata una tuffatrice e nuotatrice statunitense.

## Palmarès

### Olimpiadi
- Bronzo a Los Angeles 1932 nel trampolino.